# Peter Clark (calciatore)
Peter James Clark (Romford, 10 dicembre 1979) è un ex calciatore inglese, di ruolo difensore.

## Carriera

### Club
Terzino sinistro, vanta 51 incontri nella Football League Championship.
Nel 2000 si trasferisce allo Stockport County in cambio di circa 90000 €.